# Жирний газ
Жирний газ, сирий газ (рос. сырой газ, жирный газ; англ. crude gas, fat gas; нім. Rohgas, Fettgas, Ölgas, Feuchtgas, Naßgas, ungereinigtes Gas) – природний горючий газ з групи вуглеводнів, який характеризується підвищеним (понад 15%) вмістом важких вуглеводнів (С3Н8+вищі). До С.г. належать нафтові (попутні) гази нафтових та гази газоконденсатних покладів, добре ізольовані від гіпергенних впливів. У промислових умовах у цю ж категорію входять гази, які містять важкі високомолекулярні рідкі та тверді вуглеводні висококиплячих фракцій і водяна пара. С.г. піддають осушуванню, відбензинюванню та очищенню на устаткуваннях газонафтових промислів і на газопереробних заводах.